# Rally Valeo de 1988
El Rally Valeo de 1988, oficialmente 5.º Rally Valeo, fue la quinta edición y la décima ronda de la temporada 1988 del Campeonato de España de Rally. Fue también puntuable para la Copa R5 Gt Turbo, el Desafío Peugeot,  la Copa Ibiza y el Trofeo Opel. Se celebró del 12 al 13 de noviembre y contó con un itinerario de veintiún tramos que sumaban un total de 236,88 km cronometrados.
Carlos Sainz con el título ya asegurado y que partía como favorito abandonó de manera temprana por una avería eléctrica y sin poder siquiera tomar la salida en el primer tramo. Su participación estuvo rodeada de polémica ya que el directivo de Ford, Tomás Cavanna, quiso inicialmente ceder el coche de Sainz a Jesús Puras, ya que el madrileño ya había firmado con Toyota mientras que Puras sería piloto oficial de la marca para el año siguiente. Esta decisión no sentó bien y tuvo que interceder la propia Federación Española para no autorizar el cambio de coche. De esta manera y sin Sainz en carrera Josep Bassas dominó la prueba desde el principio imponiéndose sobre Servià que a pesar de varios problemas con los frenos traseros aguantaba su ritmo. Bassas terminó el primer bucle con un minuto de ventaja sobre su rival mientras que Beny Fernández rodaba tercero aunque lejos de la cabeza. En la etapa de tierra Servià aprovechó la eficacia de su Lancia Delta y recortó distancias con Bassas que ante la imposibilidad de frenar su ritmo decidió conservar la segunda posición para asegurarse el subcampeonato. Jesús Puras que finalmente participó con un Ford Sierra de grupo N tuvo mala suerte y abandonó por problemas eléctricos luego de sufrir problemas en el diferencial. También por motivos eléctricos sufrió mucho con su Citroën AX Josep María Bardolet que perdió siete minutos a causa de ello. Fernando Capdevila lideró la categoría N y logró un meritorio cuarto puesto con su BMW M3. Por detrás terminó Roland Holke con su Peugeot 205 y a continuación los R5 que disputaban la Copa R5 GT de Hergueta y Vera mientras Castrillón octavo clasificado se hizo con la victoria en la Copa Renault aunque el título fue para Piñón a pesar de su abandono. Jordi Griñó con su Peugeot 205 GTI fue noveno clasificado y se codeó con los Renault 5 de la Copa pero no pudo alzarse con el título en el Desafío Peugeot que fue para Jesús Saíz a pesar de no terminar la prueba por accidente. En la copa de los Citroën AX venció Giner sobre Moroy, mientras que Tobaruela que lideró la primera etapa no pudo salir en la segunda tras aparecer su radiador rajado en el parque cerrado.
El rally terminó con triunfo para Servià y segundo puesto para Bassas que lograba así el subcampeonato mientras que Beny Fernández era tercero tanto en la prueba como en el nacional.

## Itinerario
| Día   | Tramo | Nombre            | Distancia | Hora  |
| ----- | ----- | ----------------- | --------- | ----- |
| Día 1 | TC1   | La Parrilla       | 22.90 km  | 10:39 |
| Día 1 | TC2   | El Vellón         | 9.04 km   | 11:22 |
| Día 1 | TC3   | El Atazar         | 5.60 km   | 12:07 |
| Día 1 | TC4   | El Berrueco       | 8.00 km   | 12:31 |
| Día 1 | TC5   | Jarama            | 12.80 km  | 13:43 |
| Día 1 | TC6   | La Parrilla       | 22.90 km  | 14:41 |
| Día 1 | TC7   | El Vellón         | 9.04 km   | 15:24 |
| Día 1 | TC8   | El Atazar         | 5.60 km   | 16:09 |
| Día 1 | TC9   | El Berrueco       | 8.00 km   | 16:33 |
| Día 1 | TC10  | Guadalix-Colmenar | 6.54 km   | 17:11 |
| Día 1 | TC11  | La Parrilla       | 22.90 km  | 18:15 |
| Día 1 | TC12  | El Vellón         | 9.04 km   | 18:58 |
| Día 1 | TC13  | El Atazar         | 5.60 km   | 19:43 |
| Día 1 | TC14  | El Berrueco       | 8.00 km   | 20:07 |
| Día 1 | TC15  | Guadalix-Colmenar | 6.54 km   | 20:45 |
| Día 2 | TC16  | Salobral          | 17.19 km  | 07:44 |
| Día 2 | TC17  | Venturada         | 8.90 km   | 08:44 |
| Día 2 | TC18  | Montecalvillo     | 11.10 km  | 10:39 |
| Día 2 | TC19  | Salobral          | 17.19 km  | 11:04 |
| Día 2 | TC20  | Venturada         | 8.90 km   | 12:34 |
| Día 2 | TC21  | Montecalvillo     | 11.10 km  | 13:59 |

## Clasificación final
| Pos. | Piloto             | Copiloto            | Automóvil              | Tiempo    | Diferencia |
| ---- | ------------------ | ------------------- | ---------------------- | --------- | ---------- |
| 1.   | Salvador Servià    | Jordi Sabater       | Lancia Delta Integrale | 2:50:34.0 | 0.0        |
| 2.   | Josep Bassas       | Antonio Rodríguez   | BMW M3 E30             | 2:51:28.0 | +54.0      |
| 3.   | Beny Fernández     | José Luis Sala      | Opel Kadett GSI        | 2:54:05.0 | +3:31.0    |
| 4.   | Fernando Capdevila | Juan Luis Estévez   | BMW M3 E30             | 2:57:10.0 | +6:36.0    |
| 5.   | Roland Holke       | Jordi Sánchez       | Peugeot 205 GTI 1.9    | 2:59:21.0 | +8:47.0    |
| 6.   | Donato Hergueta    | Miguel Gómez        | Renault 5 GT Turbo     | 3:07:07.0 | +16:33.0   |
| 7.   | Julián Vera        | Agustín Rodríguez   | Renault 5 GT Turbo     | 3:07:33.0 | +16:59.0   |
| 8.   | Germán Castrillón  | Estrella Castrillón | Renault 5 GT Turbo     | 3:08:00.0 | +17:26.0   |
| 9.   | Jordi Griñó        | Xavier Lorza        | Peugeot 205 GTI 1.9    | 3:08:14.0 | +17:40.0   |
| 10.  | Rafael Peñalva     | Evaristo Cuéllar    | Lancia Delta HF 4WD    | 3:09:10.0 | +18:36.0   |